# St. Nicolai (Landsberg)

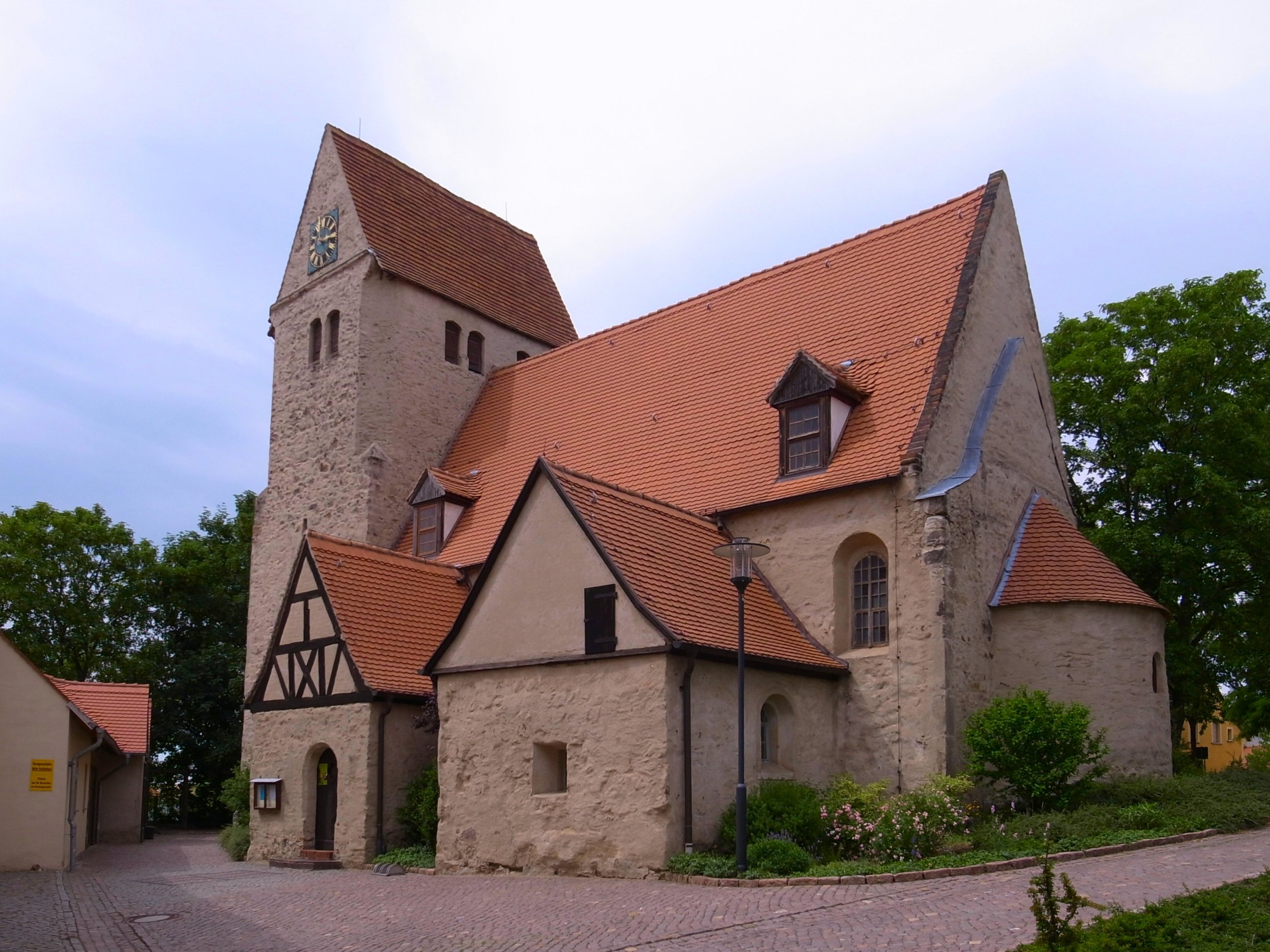
St. Nicolai in Landsberg

St. Nicolai ist eine denkmalgeschützte evangelische Kirche in der Stadt Landsberg im Saalekreis in Sachsen-Anhalt. Im örtlichen Denkmalverzeichnis ist sie unter der Erfassungsnummer 094 55192 als Baudenkmal verzeichnet. Sie gehört zum Pfarrbereich Landsberg im Kirchenkreis Halle-Saalkreis der Evangelischen Kirche in Mitteldeutschland und wird seit der Profanierung der römisch-katholischen Kapelle im Schloss Hohenthurm auch als ausschließlicher Gottesdienstort der jetzigen Pfarrei St. Mauritius und St. Elisabeth Halle-Mitte für die Kuratie Hohenthurm genutzt, nachdem die Kuratie sie auch zuvor schon mitbenutzt hatte.
Die Kirche mit der Adresse An der Kirche ist dem heiligen Nikolaus geweiht. Mit dem Westquerturm und der Ostapsis ist sie ein für die Gegend typischer Kirchenbau. Entstanden ist die Kirche im Jahr 1200. Bei den späteren Anbauten, Sakristei und Portalvorbau, und Umbauten wurde darauf geachtet, dass die Kirche ein einheitliches Erscheinungsbild bei behält.
Bemerkenswert im Inneren sind sowohl die Kanzel mit Formen der Spätrenaissance als auch die romantische Orgel von August Ferdinand Wäldner mit II/13 auf mechanischen Schleifladen, die vollständig original erhalten ist.

## Glocken
Der Turm der Kirche trägt seit 2018 wieder drei Bronzeglocken. Bis 2018 trug der Turm neben der historischen Bronzeglocke von Franz Schilling zwei Eisenglocken mit den Tönen e′ und g′, 2018 wurden zwei neue Bronzeglocken von der Glocken- und Kunstgießerei Rincker in Sinn gegossen, das Motiv wandelte sich zu g′-a′-h′, die alte Glocke wurde in das neue Geläut integriert und die gesamte Anlage saniert.
Übersicht
| Glocke | Gussjahr | Gießer                                   | Durchmesser | Gewicht | Schlagton |
| ------ | -------- | ---------------------------------------- | ----------- | ------- | --------- |
| 1      | 2018     | Glocken- und Kunstgießerei Rincker, Sinn | 1051 mm     | 803 kg  | g′        |
| 2      | 2018     | Glocken- und Kunstgießerei Rincker       | 943 mm      | 572 kg  | g′        |
| 3      | 1894     | Franz Schilling & Söhne, Apolda          | 770 mm      | 264 kg  | h′        |